# Appellationsgericht Frankfurt a. d. Oder
Das Appellationsgericht Frankfurt a. d. Oder war zwischen 1849 und 1879 ein preußisches Appellationsgericht mit Sitz in Frankfurt a. d. Oder.

## Geschichte
Die „Verordnung über die Aufhebung der Privatgerichtsbarkeit und des eximierten Gerichtsstandes sowie über die anderweitige Organisation der Gerichte“ vom 2. Januar 1849 hob dann auch die Patrimonialgerichtsbarkeit auf. Gleichzeitig wurde das Appellationsgericht Frankfurt a. d. Oder geschaffen. Dem Appellationsgericht Frankfurt a. d. Oder waren die Kreisgerichte nachgelagert, die grundsätzlich je Landkreis eingerichtet wurden. Dem Appellationsgericht Frankfurt a. d. Oder war das Oberappellationsgericht Berlin übergeordnet.
Mit den Reichsjustizgesetzen wurden die Gerichte im Deutschen Reich vereinheitlicht. Das Appellationsgericht Frankfurt a. d. Oder wurde 1879 aufgehoben. Neu eingerichtet wurde nun das Landgericht Frankfurt a. d. Oder im Bezirk des Kammergerichtes. 

## Sprengel
Der Sprengel des Appellationsgerichtes Frankfurt a. d. Oder umfasste den Regierungsbezirk Frankfurt ohne einen Teil der Kreise Arnswalde, Königsberg, Lebus und Lübben, mit dem Kreis Hoyerswerda aus dem Regierungsbezirk Liegnitz und einem Teil des Kreises Beeskow-Storkow aus dem Regierungsbezirk Potsdam. Es bestanden dort 15 Kreisgerichte in 5 Schwurgerichtsbezirken.
| Kreisgericht                           | Sitz                      | Schwurgerichtsbezirk   | Gerichtskommissionen                                                                                |
| -------------------------------------- | ------------------------- | ---------------------- | --------------------------------------------------------------------------------------------------- |
| Kreisgericht Cottbus                   | Cottbus                   | Cottbus                | Gerichtskommission in Peitz                                                                         |
| Kreisgericht Crossen                   | Crossen                   | Sorau                  | |
| Kreisgericht Cüstrin                   | Cüstrin                   | Cüstrin                | Gerichtsdeputation in Seelow, Gerichtskommissionen in Bärwalde, Neudamm                             |
| Kreisgericht Frankfurt a. d. Oder      | Frankfurt a. d. Oder      | Frankfurt a. d. Oder   | Gerichtskommissionen in Fürstenwalde, Müllrose                                                      |
| Kreisgericht Friedeberg in der Neumark | Friedeberg in der Neumark | Landsberg a. d. Warthe | Gerichtsdeputationen in Arnswalde und Driesen, Gerichtskommissionen in Neuwedell, Reetz, Woldenberg |
| Kreisgericht Guben                     | Guben                     | Frankfurt a. d. Oder   | Gerichtskommissionen in Fürstenberg, Neuzelle                                                       |
| Kreisgericht Königsberg Nm.            | Königsberg Nm.            | Cüstrin                | Gerichtskommissionen in Schönfließ, Zehden                                                          |
| Kreisgericht Landsberg an der Warthe   | Landsberg an der Warthe   | Landsberg a. d. Warthe | |
| Kreisgericht Luckau                    | Luckau                    | Cottbus                | Gerichtskommissionen in Dobrilugk, Finsterwalde, Kirchhain                                          |
| Kreisgericht Lübben                    | Lübben                    | Cottbus                | Gerichtskommissionen in Calau, Lieberose, Lübbenau                                                  |
| Kreisgericht Soldin                    | Soldin                    | Cüstrin                | Gerichtskommissionen in Berlinchen, Bernstein, Lippehne                                             |
| Kreisgericht Sorau                     | Sorau                     | Sorau                  | Gerichtskommissionen in Pförten, Sommerfeld, Triebel                                                |
| Kreisgericht Spremberg                 | Spremberg                 | Cottbus                | Gerichtskommissionen in Drebkau, Ruhland, Senftenberg                                               |
| Kreisgericht Zielenzig                 | Zielenzig                 | Frankfurt a. d. Oder   | Gerichtsdeputation in Sonnenburg, Gerichtskommissionen in Drossen, Reppen                           |
| Kreisgericht Züllichau                 | Züllichau                 | Sorau                  | Gerichtskommission in Schwiebus                                                                     |

## Richter
- Friedrich Ernst Scheller (Präsident 1849–1869)
- Heinrich Otto Wilhelm Eltester (Vizepräsident 1872–1875)
- Friedrich Hermann Sydow (Rat 1859–1868)
- Wilhelm von Brandenstein (Rat 1865–1866)